# Nepytia piniaria
Nepytia piniaria är en fjärilsart som beskrevs av Alpheus Spring Packard 1870. Nepytia piniaria ingår i släktet Nepytia och familjen mätare. Inga underarter finns listade i Catalogue of Life.